# (21619) Johnshopkins
(21619) Johnshopkins est un astéroïde de la ceinture principale.

## Description
(21619) Johnshopkins est un astéroïde de la ceinture principale. Il fut découvert le 9 mai 1999 à la station Anderson Mesa par le programme LONEOS. Il présente une orbite caractérisée par un demi-grand axe de 2,26 UA, une excentricité de 0,07 et une inclinaison de 5,5° par rapport à l'écliptique.

## Compléments